# RFL Championship 1911-12
La Northern Rugby Football Union Championship de 1911-12 fue la decimoséptima temporada del torneo de rugby league más importante de Inglaterra.

## Formato
Las divisiones 1 y 2 fueron combinadas, enfrentándose a nivel de los condados de Lancashire y Yorkshire y posteriormente confeccionado una tabla global, esto provocó que los equipos enfrentaran una cantidad desigual de encuentros.
Posteriormente los cuatro mejores clasificados según el porcentaje de victorias clasificaron a las semifinales.
Se otorgaron 2 puntos por cada victoria, 1 por el empate y 0 por la derrota.

## Desarrollo

### Tabla de posiciones
| Pos. | Equipo               | Encuentros | Encuentros | Encuentros | Encuentros | Tantos | Tantos | Puntos | Porcentaje de triunfos |
| Pos. | Equipo               | PJ         | PG         | PE         | PP         | F      | C      | Puntos | Porcentaje de triunfos |
| ---- | -------------------- | ---------- | ---------- | ---------- | ---------- | ------ | ------ | ------ | ---------------------- |
| 1    | Huddersfield         | 36         | 31         | 1          | 4          | 996    | 238    | 63     | 87.5                   |
| 2    | Wigan                | 34         | 27         | 1          | 6          | 483    | 215    | 55     | 80.88                  |
| 3    | Hull Kingston Rovers | 34         | 25         | 0          | 9          | 597    | 294    | 50     | 73.52                  |
| 4    | Hunslet FC           | 34         | 24         | 1          | 9          | 554    | 286    | 49     | 72.05                  |
| 5    | Oldham RLFC          | 34         | 23         | 1          | 10         | 562    | 299    | 47     | 69.11                  |
| 6    | Wakefield Trinity    | 34         | 22         | 1          | 11         | 447    | 405    | 45     | 66.17                  |
| 7    | St. Helens           | 32         | 21         | 0          | 11         | 527    | 283    | 42     | 65.62                  |
| 8    | Dewsbury Rams        | 32         | 18         | 1          | 13         | 403    | 341    | 37     | 57.81                  |
| 9    | Broughton Rangers    | 34         | 19         | 1          | 14         | 322    | 254    | 39     | 57.35                  |
| 10   | Hull                 | 38         | 20         | 3          | 15         | 449    | 335    | 43     | 56.57                  |
| 11   | Leeds                | 34         | 19         | 0          | 15         | 467    | 331    | 38     | 55.83                  |
| 12   | Widnes Vikings       | 32         | 16         | 3          | 13         | 301    | 242    | 35     | 54.68                  |
| 13   | Leigh                | 32         | 17         | 1          | 14         | 309    | 296    | 35     | 54.68                  |
| 14   | Halifax RLFC         | 34         | 17         | 3          | 14         | 377    | 282    | 37     | 54.41                  |
| 15   | Batley Bulldogs      | 32         | 17         | 0          | 15         | 267    | 268    | 34     | 53.12                  |
| 16   | Rochdale Hornets     | 34         | 16         | 0          | 18         | 335    | 397    | 32     | 47.05                  |
| 17   | York FC              | 32         | 14         | 1          | 17         | 307    | 418    | 29     | 45.31                  |
| 18   | Warrington           | 32         | 13         | 2          | 17         | 288    | 296    | 28     | 43.75                  |
| 19   | Barrow Raiders       | 30         | 12         | 1          | 17         | 263    | 425    | 25     | 41.66                  |
| 20   | Salford              | 32         | 11         | 4          | 17         | 269    | 324    | 26     | 40.62                  |
| 21   | Swinton Lions        | 32         | 11         | 3          | 18         | 266    | 356    | 25     | 39.06                  |
| 22   | Keighley Cougars     | 28         | 10         | 1          | 17         | 253    | 431    | 21     | 37.5                   |
| 23   | Coventry RLFC        | 34         | 6          | 2          | 26         | 208    | 646    | 14     | 20.58                  |
| 24   | Runcorn RFC          | 28         | 5          | 1          | 22         | 147    | 369    | 11     | 19.64                  |
| 25   | Ebbw Vale RLFC       | 30         | 4          | 3          | 23         | 168    | 520    | 11     | 18.33                  |
| 26   | Bradford Northern    | 36         | 4          | 0          | 32         | 250    | 657    | 8      | 11.11                  |
| 27   | Bramley RLFC         | 30         | 1          | 3          | 26         | 133    | 740    | 5      | 8.33                   |

|  | Semifinalistas. |

### Semifinales
| 1912 | Huddersfield | 27 - 3 | Hunslet |  |  |

| 1912 | Wigan | 41 - 3 | Hull Kingston Rovers |  |  |

### Final
| 1912 | Huddersfield | 13 - 5 | Wigan |  |  |

| Bandera de Inglaterra       |
| Campeón Huddersfield Giants |
| Tercer título               |